# Walk with Me in Hell
| Recensione | Giudizio |
| ---------- | -------- |
| AllMusic   |          |

Walk with Me in Hell è il secondo album video del gruppo musicale statunitense Lamb of God, pubblicato il 1º luglio 2008 dalla Epic Records.

## Descrizione
È fondamentalmente un documentario sulla vita della band durante e dopo l'uscita dell'album Sacrament, con scene di vita quotidiana, filmati on the road, il Making of Sacrament, alcuni live presi dai numerosi tour internazionali e delle interviste ai cinque componenti del gruppo. Il DVD consiste in due dischi: nel primo, scene dal backstage, riprese live e scene quotidiane; nel secondo CD, il Making of Sacrament e la completa performance della band al Download Festival 2007.

## Tracce

### DVD 1
Documentario
1. "Setup to Fail" (The Unholy Alliance tour)
2. "Playing the Game" (Sacrament, giorno dell'uscita)
3. "The Be All, End All" (Megadeth tour)
4. "A One Eighty Shift" (Giappone)
5. "Speed Boats and Koalas" (Australia)
6. "It's a Travesty" (The Unholy Alliance Europe)
7. "Summon the Devil" (Conan & The Grammies)
8. "Better Than NASCAR" (US Headline tour)
9. "They Got a Bar Here?" (Ritorno in Australia)
10. "As Foreign as It Gets" (Ritorno in Giappone)
11. "Payoff?" (Festival Europei)
12. "Big Shoes to Fill" (Ozzfest)
13. "Crickets" (Heaven and Hell UK)
14. "Time Served" (Arena Headline tour)

Live
1. "Redneck" (dalla Unholy Alliance US)
2. "Again We Rise" (dal Megadeth tour)
3. "Walk with Me in Hell" (dalla Unholy Alliance Europe)
4. "Now You've Got Something to Die For" (dai Festival Europei)
5. "Blacken the Cursed Sun" (dall'Ozzfest)
6. "Pathetic" (dalla Arena Headline tour)

### DVD 2
- The Making of Sacrament
- Complete Download Festival Performance

## Formazione
- Randy Blythe – voce
- Mark Morton – chitarra
- Willie Adler – chitarra
- John Campbell – basso
- Chris Adler – batteria